# Garmanella pulchra
Garmanella pulchra és una espècie de peix de la família dels ciprinodòntids i de l'ordre dels ciprinodontiformes.

## Morfologia
Els mascles poden assolir els 4 cm de longitud total.

## Distribució geogràfica
Es troba a Centreamèrica: Mèxic (Yucatán) i Belize.